# LGV Hefei - Fuzhou
La ligne à grande vitesse Hefei - Fuzhou, ou LGV He-fu (chinois simplifié : 合福高速铁路 ; chinois traditionnel : 合福高速鐵路 ; pinyin : He Fu Gaosu Tielu) est une ligne à grande vitesse de 813 kilomètres de long reliant Hefei et Fuzhou, en Chine.
Sa construction a commencé le 27 avril 2010 et la ligne a été ouverte au transport de passagers le 28 juin 2015.

## Desserte
La ligne relie la gare de Hefei-Sud, dans la ville-préfecture de Hefei, province de l'Anhui, à la gare de Fuzhou, ville-préfecture de Fuzhou, dans la province du Fujian, via la province du Jiangxi.